# Fly Like an Eagle (album)
Fly Like an Eagle è il nono album della Steve Miller Band, pubblicato dalla Capitol Records nel 1976. Il disco fu registrato tra il 1975 ed il 1976 al CBS Studios di San Francisco (California), nel 2012 la rivista "Rolling Stones" inserì (nella lista dei 500 migliori album di tutti i tempi) il disco al numero 445.

## Tracce
Lato A
1. Space Intro – 1:15 (Steve Miller)
2. Fly Like an Eagle – 4:42 (Steve Miller)
3. Wild Mountain Honey – 4:50 (Steve McCarty)
4. Serenade – 3:10 (Steve Miller, Chris McCarty)
5. Dance, Dance, Dance – 2:16 (Steve Miller, Jason Cooper, Brenda Cooper)
6. Mercury Blues – 3:43 (K.C. Douglas)

Lato B
1. Take the Money and Run – 2:48 (Steve Miller)
2. Rock'n Me – 3:05 (Steve Miller)
3. You Send Me – 2:40 (Sam Cooke)
4. Blue Odyssey – 1:00 (Steve Miller)
5. Sweet Maree – 4:16 (Steve Miller)
6. The Window – 4:19 (Steve Miller, Jason Cooper)

## Musicisti
- Steve Miller - voce, chitarra, sintetizzatore roland, sitar
- Lonnie Turner - basso
- Gary Mallaber - batteria

Musicisti aggiunti:
- Joachim Young - organo hammond B-3 (brani: A2 & B6)
- James Cotton - armonica (brani: B4 & B5)
- John McFee - dobro (brano: A5)
- Curley Cook - chitarra ritmica (brano: B6)
- Les Dudak - chitarra slide (brano: B6)
- Charles Calamise - basso (brano: B6)
- Kenny Johnson - batteria (brano: B6)